# Rayo (2010)
Rayo (P-42) – patrolowiec pełnomorski Hiszpańskiej Marynarki Wojennej i drugi okrętem typu Meteoro, Jest piątym okrętem wojennym o tej nazwie.

## Historia
Pierwszy blok został ustawiony na pochylni 3 września 2009 r. w stoczni Puerto Real - San Fernando.
Zwodowany 18 maja 2010 r. Matką chrzestną była minister obrony Carme Chacón. Między 27 maja a 1 lipca 2011 r. przeprowadzono próby morskie.
Został przekazany Marynarce Wojennej w dniu 26 października 2011 r. w bazie morskiej Rota. Ceremonii przewodniczył Constantino Méndeza, Sekretarz Stanu Obrony i Manuel Rebollo, admirał Szefa Sztabu Marynarki Wojennej.
Po podróży do Kartageny, pod koniec listopada przybył do portu bazowania w Arsenale Las Palmas 20 grudnia 2011 r. 16 stycznia 2012 r. wypłynął na próby wytrzymałości morskiej, w trakcie których przeprowadził ćwiczenia patrolowe, przeładunek ładunków i łączność  z patrolowcem Atalaya na Morzu Alborańskim. Następnie udał się do Palermo, gdzie zatrzymał się 23 stycznia 2012 r., aby wypłynąć później w kierunku Izmiru.
19 kwietnia wypłynął ze swojej bazy, najpierw w kierunku Szkoły Marynarki Wojennej w Marin, gdzie wykonywał ćwiczenia i był pokazywany uczniom, a później poddany testom w Centrum Pomiarów Elektromagnetycznych Marynarki Wojennej w Ferrol. Przeprowadzono ćwiczenia przeciwpożarowe i przeciwawaryjne. Następnie okręt udał się do Kadyksu, gdzie przeprowadzono trzytygodniowe szkolenie indywidualne, operując ze śmigłowcami z AB-212 i SH-60B. Następnie przeprowadzono kwalifikację operacyjną w Kartagenie, oceniając obszary nawigacji precyzyjnej, manewrowania i bezpieczeństwa fizycznego w porcie. Okręt powrócił do Kadyksu, aby poddać się ocenie w zakresie operacji lotniczych i artylerii. 1 czerwca powrócił do swojej bazy w Las Palmas de Gran Canaria po ukończeniu okresu kwalifikacji i szkolenia operacyjnego, od tego momentu uznany za w pełni operacyjny.
15 lutego 2013 roku wypłynął z Cartageny, kierując się na Ocean Indyjski, aby dołączyć do operacji Atalanta w celu zwalczania piractwa na wodach Somalii. 9 marca eskortował tankowiec Royal Grace, który został uwolniony po porwaniu 11 maja 2012 r. Tankowiec po otrzymaniu pomocy od Méndez Núñez, kontynuował podróż eskortowany przez Rayo, kierując się do portu Salala w Omanie.  W dniu 20 maja zakończył udział w operacji Atlanta, aby następnie rozpocząć kolejną operację na wodach Afryki z zaplanowanymi postojami w Tanzanii, Mozambiku, Republice Południowej Afryki, Namibii, Angoli, Gabonie, Nigerii, Wybrzeżu Kości Słoniowej, Gwinei, Senegalu i Wyspy Zielonego Przylądka.  Wrócił do swojej bazy w Las Palmas 28 lipca 2013 r.
W grudniu 2013 r. brał udział w operacji, która doprowadziła do schwytania na wodach w pobliżu Wysp Kanaryjskich jachtuTriton 2000, który przewoził 550kg kokainy na pokładzie.
W grudniu 2014 r. zmienił fregatę Navarra w operacji Atalanta. W jej trakcie szkolono na pokładzie personel Marynarki Wojenna Madagaskaru. Powrócił do swojej bazy 26 maja 2015 r.
Pod koniec października 2015 r. brał udział w operacji ratowniczej śmigłowca Superpuma Służby Poszukiwawczo-Ratowniczej (SAR) Sił Powietrznych, który rozbił się na Atlantyku podczas lotu na Wyspy Kanaryjskie. Przetransportował ciała trzech członków załogi helikoptera do Las Palmas de Gran Canaria.

### Okręty typu Meteoro
- Meteoro (P-41)
- Relámpago (P-43)
- Tornado (P-44)
- Audaz (P-45)
- Furor (P-46)